# Enrico Betti
Enrico Betti (Pistoia, 21 ottobre 1823 – Stibbiolo, 11 agosto 1892) è stato un matematico italiano.

## Biografia
Enrico Betti nacque il 21 ottobre 1823 a Pistoia, dove compì gli studi classici al liceo Forteguerri, studiò matematica e fisica all'Università di Pisa dove fu allievo di Ottaviano Fabrizio Mossotti e di Carlo Matteucci, e nel 1846 si laureò in matematiche applicate, sotto la direzione scientifica di Giuseppe Doveri (1792-1857).
Nel 1848 prese parte alla guerra di indipendenza col Battaglione universitario toscano, comandato dal Mossotti, combattendo nella battaglia di Curtatone e Montanara.
Dedicatosi dapprima all'insegnamento secondario, fu professore nei licei di Pistoia e Firenze tra il 1849 e il 1854: nel 1849 insegnò matematica al Liceo di Pistoia e, dal 1854, presso il Liceo di Firenze. Nel 1857 fu assunto come professore di algebra all'Università di Pisa. Nello stesso anno, insieme a Francesco Brioschi e Felice Casorati, cominciò a visitare i principali centri matematici d'Europa come Berlino, Parigi e Gottinga, città dove incontrò e diventò amico di Bernhard Riemann.
Tornato a Pisa nel 1859, ottenne la cattedra di analisi e geometria. Nella città toscana egli svolse tutta la sua carriera universitaria, nel 1864 Betti ottenne la cattedra di fisica matematica, che era stata del suo maestro Mossotti. Molto importante fu poi la sua attività come direttore della Scuola Normale Superiore di Pisa, carica che ricoprì per un lungo periodo, dal 1865 al 1874 e dal 1876 al 1892.
Fu membro di diverse accademie, tra le quali quella dei Lincei e nel 1860 fu membro dell'Accademia nazionale delle scienze.
Dopo la creazione del Regno d'Italia del 1861 divenne membro, nel 1862 fu eletto deputato per il collegio di Pistoia, più volte confermato, aderendo alla Destra, nel novembre 1867 fu chiamato a far parte del Consiglio superiore della istruzione pubblica; dall'ottobre 1874 al marzo 1876 ricoprì infine la carica di segretario generale del Ministero della pubblica istruzione nel Ministero Bonghi, il 26 novembre 1884 divenne senatore del Regno.
Betti è noto per i suoi contributi all'algebra e alla topologia, oltre alla teoria dell'elasticità e del potenziale. Nelle sue ricerche, per le quali ben presto acquisì fama internazionale, si occupò inizialmente di algebra - campo in cui conseguì importanti risultati come la dimostrazione dei teoremi del Galois - e successivamente di analisi e in particolare di teoria delle funzioni, di funzioni ellittiche e di fondamenti dell'Analysis situs, di cui gettò le basi. In suo onore, Henri Poincaré ha definito una serie di invarianti topologici come numeri di Betti. Fondamentale il suo apporto alla teoria matematica dell'elasticità: il 'teorema di Betti' contribuì alla risoluzione di molti problemi.
Nel campo della meccanica celeste, infine, Betti approfondì in maniera particolare gli studi di Lagrange sui tre corpi. Di notevole interesse furono anche alcune traduzioni di cui fu autore: quella dell'Algebra elementare del Bertrand e, insieme a Francesco Brioschi, degli Elementi di Euclide. I lavori del Betti sono stati raccolti a cura dell'Accademia dei Lincei: Opere matematiche, 2 voll., Milano 1903-1913.
Morì a Stibbiolo di Terricciola, vicino a Pisa, l'11 agosto 1892. Venne sepolto nel cimitero Suburbano. A Pisa gli è stata dedicata una via.

## Archivio
Il fondo Enrico Betti è conservato presso la Scuola Normale di Pisa, le carte e la biblioteca personale vennero donate dagli eredi nel 1893, un anno dopo la morte dell'illustre matematico. La documentazione copre un arco cronologico dalla metà del XIX alla fine del XIX secolo, e comprende il carteggio, vari manoscritti.

## Opere

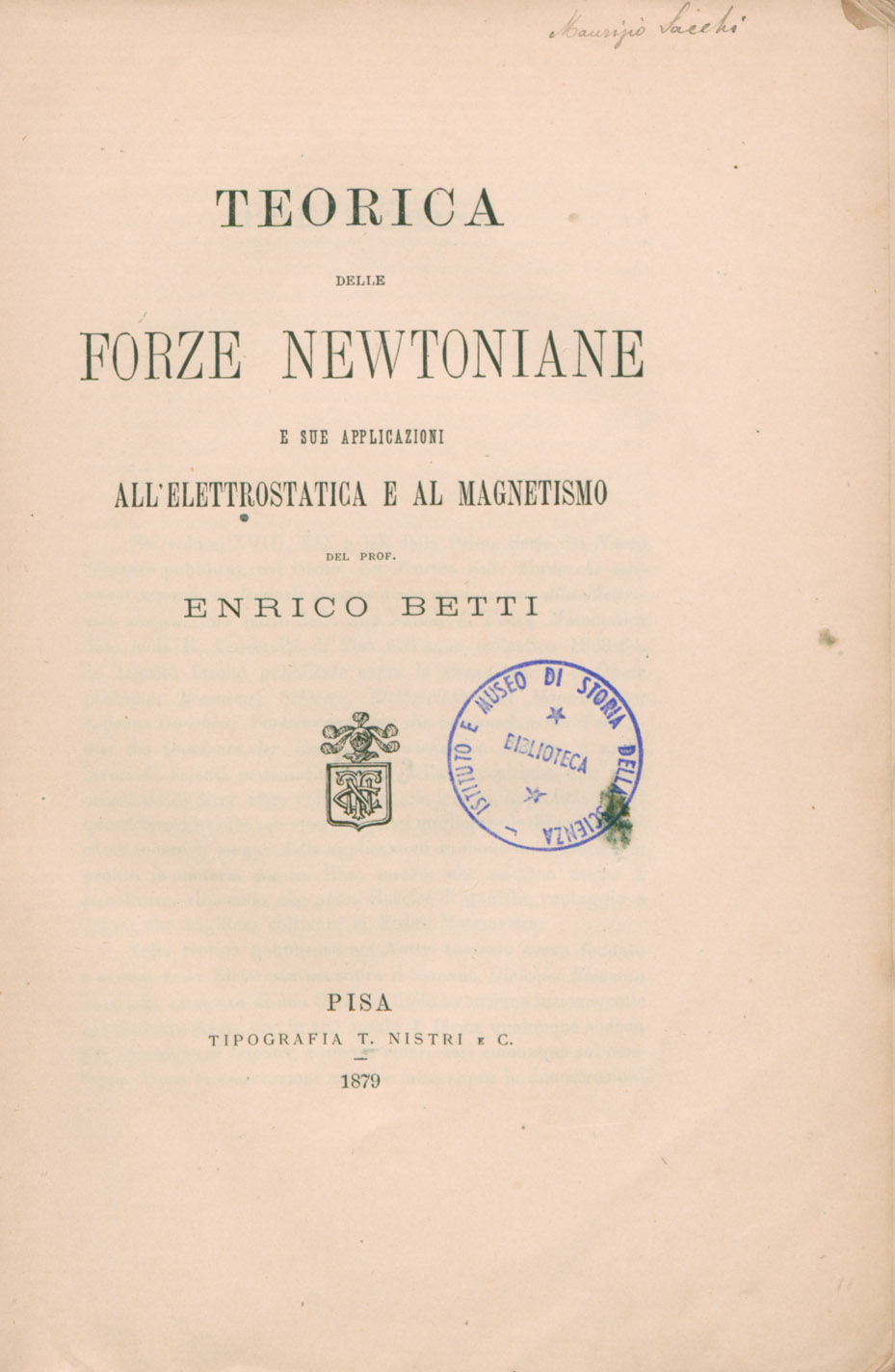
Teorica delle forze newtoniane e sue applicazioni all'elettrostatica e al magnetismo, 1879

- Teorica delle forze newtoniane e sue applicazioni all'elettrostatica e al magnetismo, Pisa, Nistri, 1879.
- Opere matematiche di Enrico Betti, pubblicate per cura della R. Accademia de' lincei, U. Hoepli, 1903-1913.